# 히슈카랴나어
히슈카랴나어(Hixkaryana)는 브라질 아마존강 지류인 냐문다강 상류 지역에서 약 600명이 사용하는 카리브어족 언어이다. 처음으로 발견된 OVS형 언어로 여겨진다(언어학자 데스몬드 C. 더비셔가 처음 보고하였다).

## 음운론
히슈카랴나어의 자음 음소는 다음과 같다.
|        | 순음 | 순음 | 치경음 | 치경음 | 후치경음 /경구개음 | 후치경음 /경구개음 | 연구개음 | 성문음 |
| ------ | ---- | ---- | ------ | ------ | ------------------ | ------------------ | -------- | ------ |
| 비음   | m    | m    | n      | n      | ɲ                  | ɲ                  |          |        |
| 파열음 | p    | b    | t      | d      | tʃ                 | ɟ                  | k        |        |
| 마찰음 | ɸ    | ɸ    | s      | s      | ʃ                  | ʃ                  |          | h      |
| 탄음   |      |      | ɾ      | ɾ      | ɽˡ                 | ɽˡ                 |          |        |
| 접근음 |      |      |        |        | j                  | j                  | w        |        |

- /ɽˡ/는 설측 개방되는 권설 탄음이다.
- 철자법은 다음과 같다. /tʃ ɟ/ = ⟨tx dy⟩; /ɸ ʃ/ = ⟨f x⟩; /ɲ/ = ⟨ny⟩; /ɽˡ/ = ⟨ry⟩; /j/ = ⟨y⟩.

히슈카랴나어의 모음 음소는 다음과 같다.
|          | 전설 | 후설 |
| -------- | ---- | ---- |
| 고모음   |      | ɯ, u |
| 중고모음 | e    |      |
| 중저모음 |      | ɔ    |
| 저모음   | æ    |      |

모음 /ɯ/, /u/, /e/, /ɔ/, /æ/는 각각 ⟨ɨ⟩, ⟨u⟩, ⟨e⟩, ⟨o⟩, ⟨a⟩로 표기된다.

## 문법
히슈카랴나어에서 논항은 동사에 인칭 접두사로 표시된다. 이 접두사들은 직행-역류 체계와 비슷한 체계를 이루며, 2인칭 > 1인칭 > 3인칭의 위계에서 가장 높은 곳에 위치한 논항이 동사에 표시된다. 이 위계에서 타동사의 목적어가 주어보다 높은 곳에 위치할 경우, 그에 해당하는 O-접두사가 사용된다. 그 외에는 A-접두사가 사용된다.
| A-접두사 | A-접두사 | O-접두사 | O-접두사    |
| 1A       | 0-/ɨ-    | 1O       | r(o)        |
| 2A       | m(ɨ)-    | 2O       | o(j)-/a(j)- |
| 1+2A     | t(ɨ)-    | 1+2O     | k(ɨ)-       |
| 3A       | n(ɨ)-/j- |          |             |

자동사에 붙는 인칭접두사도 위에 나온 타동사 인칭접두사와 유사하며, 분열 자동사 체계를 이룬다. 논항의 수 정보는 시제, 상, 법, 수를 한꺼번에 나타내는 동사 접미사로 표시된다.
대부분의 경우 인칭접미사를 통해 두 논항 중 어느 것이 주어이고 어느 것이 목적어인지 명확히 알 수 있다. 그러나 주어와 목적어가 모두 3인칭인 경우, 인칭접미사만 가지고는 주어와 목적어를 구별할 수 없다. 따라서 이런 경우에는 어순이 중요한 역할을 한다. 히슈카랴나어는 OVS형 기본 어순을 지녔다고 알려져 왔다. 아래의 예문 “toto yonoye kamara”은 주어-동사-목적어 어순인 “남자가 재규어를 먹었다”로는 해석될 수 없으며 목적어-동사-주어 어순인 “재규어가 남자를 먹었다”로만 해석될 수 있다.
| toto                      | yonoye | yonoye | yonoye           | kamara |
| toto                      | y-     | ono    | -ye              | kamara |
| person                    | 3SG-   | eat    | -DIST.PAST.COMPL | jaguar |
| "재규어가 남자를 먹었다." |        |        |                  |        |

간접목적어는 주어 뒤에 나온다.
| bɨryekomo                               | yotahahono | yotahahono | yotahahono | yotahahono | wosɨ  | tɨnyo       | wya |
| bɨryekomo                               | y-         | otaha      | -ho        | -no        | wosɨ  | tɨnyo       | wya |
| boy                                     | 3SG-       | hit        | -CAUS      | -IMM.PAST  | woman | her-husband | by  |
| "여자가 남편에게 아이를 때리도록 했다." |            |            |            |            |       |             |     |

또한 비정형 내포절의 어순은 SOV이다. 대부분의 OV 언어처럼 히슈카랴나어는 후치사를 사용한다.

## 참고 문헌
- Aikhenvald, A. & Dixon, R. (Eds.) (1999). 《The Amazonian Languages》. Oxford: Oxford University Press. ISBN 0-521-57021-2.
- Derbyshire, D. (1979). 《Hixkaryana》. Amsterdam: North-Holland Publishing. ISBN.
- Derbyshire, D. (1985). 《Hixkaryana and Linguistic Typology》. Dallas, TX: Summer Institute of Linguistics. ISBN 0-88312-082-8.